# شهرستان اوشیما، یاماگوچی

شهرستان اوشیما، یاماگوچی (به ژاپنی: 大島郡 Ōshima-gun) یکی از شهرستان‌های ژاپن است که در استان یاماگوچی در ژاپن واقع شده است.